# Avenue Gallieni (Noisy-le-Sec)
Pour les articles homonymes, voir Avenue Gallieni.
L'avenue Gallieni à Noisy-le-Sec est une importante voie de communication de cette ville. Elle suit le tracé de la route départementale 117

## Situation et accès
L'avenue Gallieni est desservie au sud par la gare de Noisy-le-Sec, gare ferroviaire française des lignes de Paris-Est à Strasbourg-Ville, et sur toute sa longueur par la ligne 1 du tramway d'Île-de-France.
En commençant au nord, elle passe sous l'autoroute A86, puis sous la ligne de Bobigny à Sucy - Bonneuil.
Elle franchit ensuite la ligne de Paris-Est à Strasbourg-Ville avant de se terminer à la gare ferroviaire, place Jean-Coquelin.

## Origine du nom

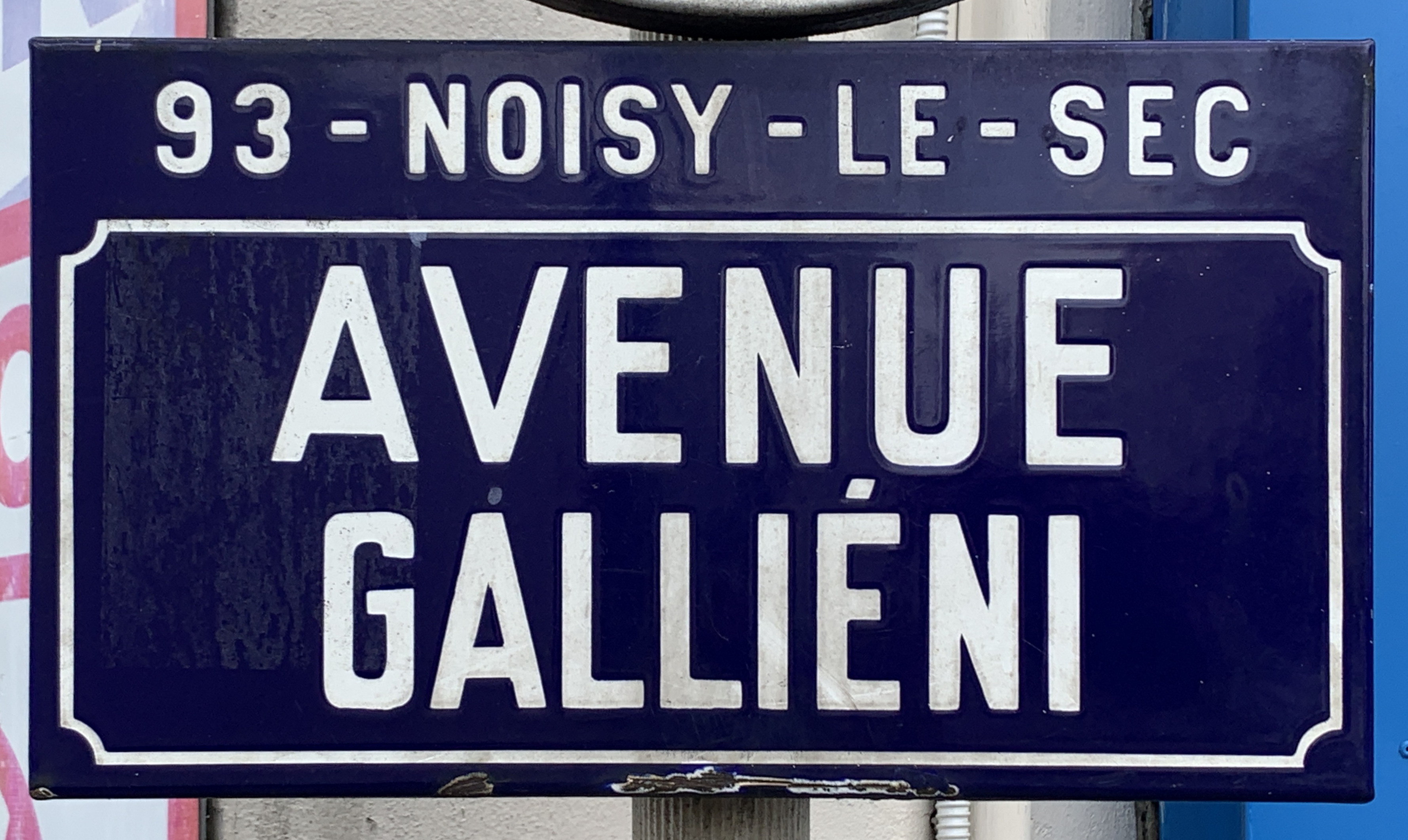
Plaque de l'avenue.

Elle rend hommage au général Joseph Gallieni (1849-1916), qui défendit la capitale pendant la Première Guerre mondiale.

## Historique

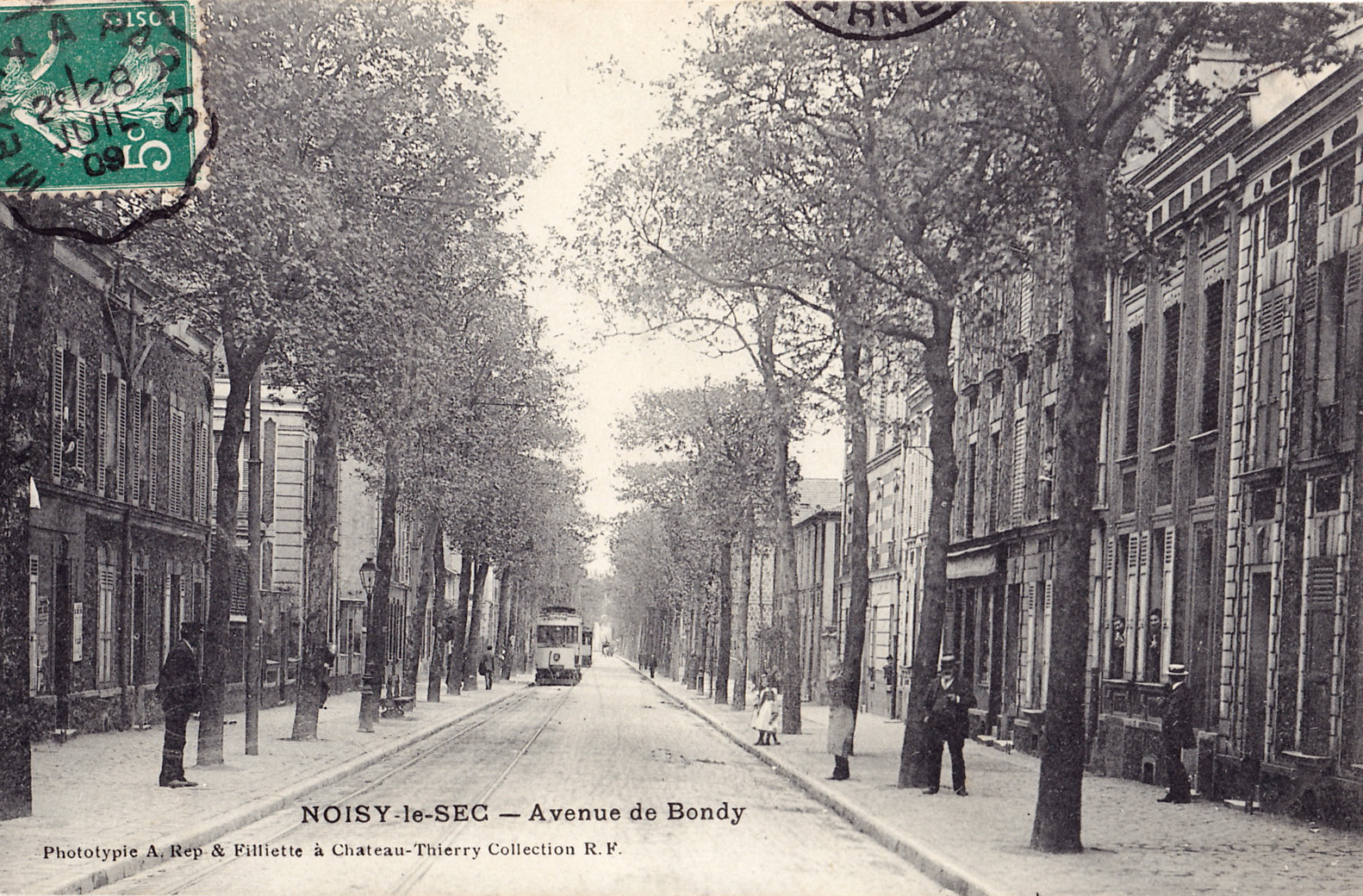
Avenue de Bondy, éditions Filliette.

Cette avenue fut aménagée entre 1860 et 1864 pour redresser l’ancien chemin de la Forge, aujourd'hui la rue Jean-Jaurès.
Cet axe qui prit tout d'abord le nom d' « avenue de Bondy » a été renommé en 1916.

## Bâtiments remarquables et lieux de mémoire
- Square Jean-Chastagner.
- Gare de triage de Noisy-le-Sec.